# Cheung Tze-keung
Cheung Tze-keung (chinesisch 張子強 / 张子强, Pinyin Zhāng Ziqiáng, Jyutping Zoeng1 Zi2koeng4; * 7. April 1955 in Yulin, Provinz Guangxi; † 5. Dezember 1998 in Guangzhou, Provinz Guangdong, China) war ein Hongkonger Schwerstkrimineller, der auch als „Big Spender“ (大富豪,  Dà Fùháo, Jyutping Daai6 Fu3hou4 – „der große Plutokrat“) bekannt war. Er war ein Entführer, Räuber, Waffenschmuggler und wurde wegen Mordes gesucht. Besonders bekannt wurde er durch die Entführungen des Milliardärs Walter Kwok und die von Victor Li Tzar-kuoi, dem ältesten Sohn des Milliardärs Li Ka-shing.

## Leben
Cheung wurde in Yulin in der südchinesischen Provinz Guangxi geboren und kam im Alter von vier Jahren mit seiner Familie als illegaler Einwanderer während der Flüchtlingswelle in den 1950er Jahren nach Hongkong. Er wurde Bürger Hongkongs und machte später eine Ausbildung zum Herren-Schneider.
Aufgrund des Luxuslebens, welches er führte, erhielt er den Spitznamen „Big Spender“. Cheung schuf sich das „Selbstbild eines sympathischen Gauners mit einem Herz aus Gold“ und beschenkte Freunde und Fremde mit Geschenken, die er aus einer Verbrechensserie finanzierte, die ihm mindestens 2 Milliarden Hongkong-Dollar einbrachte.
Er inszenierte sich als charmanten Mann mit einer Vorliebe für gutes Essen und Alkohol. Berichten zufolge verschenkte er in Bangkok Zehntausende von Dollar an einen jungen Straßenmaler. Kurz vor seiner Verhaftung verbrachte er einen Monat in einem Luxushotel in Shenzhen, in dem er das Hotelpersonal mit Trinkgeldern überhäufte. Selbst im Gefängnis soll er die Wärter um Schwalbennestersuppe gebeten haben.

### Raubüberfälle
Cheung war zusammen mit Yip Kai-foon an einer Reihe bewaffneter Raubüberfälle beteiligt: Am 22. Februar 1990 überfiel er den Flughafen Kai Tak, wo er eine Ladung Rolex-Armbanduhren im Wert von 30 Millionen Hongkong-Dollar erbeutete. Am 12. Juli 1991 kehrte Cheung nach Kai Tak zurück, wo er einen Geldtransporter ausraubte und 167 Millionen Hongkong-Dollar erbeutete. Cheung wurde im September 1991 verhaftet und für den Überfall auf den Geldtransporter zu 18 Jahren Haft verurteilt. Er wurde jedoch freigesprochen und nach einer Berufung im Juni 1995 freigelassen, da die Beweise zu viele Ungereimtheiten enthielten und der Wachmann, der ihn ursprünglich identifiziert hatte, seine Aussage widerrief. Sein Partner Yip wurde jedoch zu 41 Jahren Gefängnis verurteilt.

### Entführungen
Am 23. Mai 1996 entführte er Victor Li Tzar-kuoi, den ältesten Sohn von Li Ka Shing, und am 29. September 1997 entführte er Walter Kwok, den Vorsitzenden von Sun Hung Kai Properties. Er soll 1,038 Milliarden Hongkong-Dollar Lösegeld von Li Ka-shing und 600 Millionen Hongkong-Dollar für Walter Kwok erhalten haben.

### Flucht
Cheung floh im Januar 1998 nach China, nachdem es ihm nicht gelungen war, als Vergeltung für die Inhaftierung seines Komplizen Yip Kai-foon den Chief Secretary for Administration, Anson Chan, zu entführen.
Aufgrund eines Hinweises entdeckte die Polizei im Januar 1998 in Sheung Shui, eine Ortschaft im Distrikt Nord in den New Territories von Hongkong, 818 kg Sprengstoff, den sie einem von Cheung geplanten Bombenanschlag auf Regierungsgebäude zuschrieb. Cheung soll 1997 960 kg Sprengstoff für 200.000 Dollar von einem Mann in Macau erworben haben, dieser wurde nach Hongkong transportiert und auf einem verlassenen Containerabstellplatz vergraben.
Bereits im Januar 1998 war Cheung unter falschem Namen in die Provinz Guangdong geflohen, nachdem er die dortige Polizei bestochen hatte. Im August 1998 wurde er und seine 35-köpfige Bande von der Polizei in Festlandchina festgenommen. Unter den Bandenmitgliedern befanden sich 17 Hongkonger und 14 Festlandchinesen.

## Prozess und Tod
Cheung und seine Bande wurden im Zusammenhang mit einer Reihe von Verbrechen angeklagt, darunter die Entführung zweier Hongkonger Tycoons, die in dem Prozess ungenannt blieben. Der Prozess wurde in Guangzhou abgehalten, obwohl sich die Ereignisse in Hongkong zugetragen hatten. Cheungs Anwalt und Verfassungsexperten setzten sich bei der Regierung für eine Verlegung des Prozesses nach Hongkong ein, was jedoch abgelehnt wurde.
Die Staatsanwaltschaft der Stadt Guangzhou erhob formell Anklage gegen Cheung und seine 35 Anhänger wegen „grenzüberschreitender Kriminalität, einschließlich des illegalen Besitzes, Transports und Schmuggels von Sprengstoffen und Schusswaffen, Raub und Entführung“. Zu den Anklagepunkten, die von Cheung bestritten wurden, gehörte auch die Entführung eines Händlers aus Fujian im Jahr 1993 gegen ein Lösegeld von vier Millionen Yuan, der sich erst nach Cheungs Verhaftung gemeldet hatte. Der Prozess begann am 8. Oktober 1998. Es wurde berichtet, dass Cheung am ersten Prozesstag ein umfassendes Geständnis ablegte.
Am 12. November 1998 wurde Cheung zum Tode verurteilt. Er wurde am 5. Dezember 1998 in Guangzhou durch Erschießen hingerichtet.

## Rechtliche Kontroverse
Der Prozess gegen Cheung löste eine Vertrauenskrise in die richterliche Unabhängigkeit Hongkongs aus, die im Hongkonger Grundgesetz verankert ist, das nach der Übertragung der Souveränität durch das Vereinigte Königreich an die Volksrepublik China im Jahr 1997 in Kraft getreten war. Die Anwaltskammer äußerte große Bedenken, dass das chinesische Festland nicht für Verbrechen zuständig sei, die von in Hongkong ansässigen Personen nach dem Recht des Festlands begangen wurden. Die Bürger Hongkongs befürchteten, dass sie, wenn sie in Hongkong eine Straftat begehen, auf dem Festland vor Gericht gestellt werden könnten, wenn sie dort verhaftet würden. Die chinesische Regierung argumentierte jedoch, dass die Verbrechen zwar in Hongkong begangen, aber auf dem Festland geplant worden seien, so dass die Volksrepublik China berechtigt sei, die Gerichtsbarkeit über den Fall auszuüben. Nach dem chinesischen Strafgesetzbuch kann ein chinesischer Staatsangehöriger für außerhalb Chinas begangene Straftaten von einem Gericht des Festlandes verurteilt werden, wenn die Straftat eine Freiheitsstrafe von drei Jahren oder mehr rechtfertigt. Die Beamten waren der Ansicht, dass Cheung, obwohl ein „kleiner Teil“ seines Falles das Festland betraf, zu Recht dort verurteilt wurde.
Grenville Cross, der Leiter der Staatsanwaltschaft von Hongkong, erklärte in einem Schreiben, dass die Justiz auf dem Festland Hongkong-Bewohner nicht nach Hongkong zurückschicken könne, bevor sie für Verbrechen verurteilt worden seien, die angeblich auf dem Festland begangen wurden. Cheungs Anwalt vertrat die Ansicht, dass es ohne die Aussagen der Opfer wahrscheinlich nicht genügend Beweise gegeben hätte, um seinen Mandanten in Hongkong zu verurteilen.
Da die Opfer den Fall nicht bei der Polizei von Hongkong angezeigt hatten, fehlten ihnen die Beweise, um die Rückführung von Cheung zu beantragen. Die Hongkonger Ministerin für Sicherheit (englisch Secretary for Security) Regina Ip bedauerte, dass die Tycoons die Entführungen der VR China und nicht den Hongkonger Behörden gemeldet hätten. Sie sagte, es gebe keine formelle grenzüberschreitende Vereinbarung über die Überstellung von Straftätern, aber es wäre nicht ungewöhnlich, dies zu tun.
Rechtsexperten meinten, dass die Gerichte in Hongkong nicht in der Lage wären, die Täter zu verurteilen, wenn keine Zeugen- oder Opferaussagen oder andere Beweise vorlägen, selbst wenn ein vollständiges Geständnis vorliege, da Geständnisse widerrufen werden könnten. Einige behaupteten, die Familien Li und Kwok hätten sich an Cheung rächen wollen, da ein Prozess auf dem Festland die Todesstrafe garantieren hätte, während die Todesstrafe in Hongkong seit 1966 nicht mehr angewandt und offiziell seit 1993 abgeschafft wurde.